# 벨라루스 총리
벨라루스 공화국 총리(벨라루스어: Прэм’ер-міністр Рэспублікі Беларусь)는 벨라루스의 각료를 구성하는 지위로, 정부 수반이자 대통령의 보조관이기도 하다. 현(現)총리는 알렉산드르 투르친이다.

## 역대 총리 목록
| 대   | 사진            | 이름 (출생연도-사망연도)      | 취임일           | 퇴임일           | 대통령                                                   |
| ---- | --------------- | ----------------------------- | ---------------- | ---------------- | -------------------------------------------------------- |
| 1    |                 | 뱌차슬라우 케비치 (1936-2020) | 1991년 9월 19일  | 1994년 7월 21일  | 스타니슬라우 슈시케비치 (최고 소비에트 의장 : 1991-1994) |
| 2    |                 | 미하일 치기리 (1948- )        | 1994년 7월 21일  | 1996년 11월 18일 | 알렉산드르 루카셴코 (1994-)                              |
| 3    |                 | 세르게이 링 (1937- )          | 1996년 11월 18일 | 2000년 2월 18일  | 알렉산드르 루카셴코 (1994-)                              |
| 4    |                 | 블라디미르 야모신 (1942- )    | 2000년 2월 18일  | 2001년 10월 1일  | 알렉산드르 루카셴코 (1994-)                              |
| 5    |                 | 겐냐데이 노비츠키 (1949- )    | 2001년 10월 1일  | 2004년 7월 11일  | 알렉산드르 루카셴코 (1994-)                              |
| 6    |                 | 샤르헤이 시도르스키 (1954- )  | 2004년 7월 11일  | 2010년 10월 28일 | 알렉산드르 루카셴코 (1994-)                              |
| 7    |                 | 미하일 먀스니코비치 (1950- )  | 2010년 10월 28일 | 2014년 12월 27일 | 알렉산드르 루카셴코 (1994-)                              |
| 8    |                 | 안드레이 코뱌코프 (1960- )    | 2014년 12월 27일 | 2018년 8월 18일  | 알렉산드르 루카셴코 (1994-)                              |
| 9    |                 | 샤르헤이 루마스 (1969- )      | 2018년 8월 18일  | 2020년 6월 3일   | 알렉산드르 루카셴코 (1994-)                              |
| 대행 |                 | 라만 할로우첸카 (1973- )      | 2020년 6월 4일   | 2020년 8월 17일  | 알렉산드르 루카셴코 (1994-)                              |
| 10   | 2020년 8월 17일 | 라만 할로우첸카 (1973- )      | 2025년 3월 10일  |                  | 알렉산드르 루카셴코 (1994-)                              |
| 11   |                 | 알렉산드르 투르친 (1975- )    | 2025년 3월 10일  |                  | 알렉산드르 루카셴코 (1994-)                              |

## 같이 보기
- 벨라루스의 대통령